# John Cherleton, 3. Baron Cherleton
John Cherleton, 3. Baron Cherleton (auch Charlton; * um 1334; † 13. Juli 1374) war ein Marcher Lord.

## Leben
Er war der älteste Sohn von John Cherleton, 2. Baron Cherleton und dessen Frau Maud Mortimer, einer Tochter von Roger Mortimer, 1. Earl of March. Nach dem Tod seines Vaters 1360 erbte er dessen Besitzungen, vor allem die Herrschaft Powys Wenwynwyn in Wales sowie den Titel Baron Cherleton. Ab August 1362 wurde er bis zu seinem Tod zu den Parlamenten geladen.
Er heiratete Joan de Stafford, Tochter von Ralph de Stafford, 1. Earl of Stafford und von Margaret Audley, Baroness Audley, die Heirat hatte noch sein Großvater John Cherleton, 1. Baron Cherleton 1343 arrangiert. Zugunsten der Franziskanerniederlassung in Shrewsbury, in dessen Kirche seine Großeltern beigesetzt worden waren, machte er Stiftungen, dazu erließ er eine Charta für das Zisterzienserkloster Strata Marcella Abbey.
Mit seiner Frau hatte er mehrere Kinder, darunter:
- John Cherleton, 4. Baron Cherleton (1362–1401)
- Edward Cherleton, 5. Baron Cherleton (um 1371–1421)